# New London (Minnesota)
New London is een plaats (city) in de Amerikaanse staat Minnesota, en valt bestuurlijk gezien onder Kandiyohi County.

## Demografie
Bij de volkstelling in 2000 werd het aantal inwoners vastgesteld op 1066.
In 2006 is het aantal inwoners door het United States Census Bureau geschat op 1274, een stijging van 208 (19.5%).

## Geografie
Volgens het United States Census Bureau beslaat de plaats een oppervlakte van
2,7 km², waarvan 2,5 km² land en 0,2 km² water. New London ligt op ongeveer 368 m boven zeeniveau.

## Plaatsen in de nabije omgeving
De onderstaande figuur toont nabijgelegen plaatsen in een straal van 20 km rond New London.